# Jerry Before Seinfeld
Jerry Before Seinfeld ist ein US-amerikanischer Mockumentary-Film aus dem Jahr 2017. Benannt ist der Film nach dem Hauptdarsteller Jerry Seinfeld. Im Film geht es um den Komiker Jerry Seinfeld, der wieder zu seinen Wurzeln als Stand-up-Comedian findet. Die Regie führte Michael Bonfiglio. Der Film wurde am 19. September 2017 auf Netflix veröffentlicht.

## Handlung
Der berühmte Jerry Seinfeld begann seine Karriere als Stand-up Comedian und soll für eine Standup-Routine in den New Yorker Comedy-Club Comic Strip Live zurückkehren, wo in den 1970er Jahren für ihn alles begann.

## Produktion
Am 22. August 2017 verkündete Netflix, dass am 19. September 2017 ein einstündiges Comedy-Special mit und von Jerry Seinfeld erscheinen wird. Es ist damit nach Comedians auf Kaffeefahrt die zweite Kooperation zwischen Netflix und Seinfeld. Die Dreharbeiten fanden vor allem im Comedy-Club Comic Strip Live in New York statt.